# Logographe (droit)
Pour les articles homonymes, voir Logographe.
Le terme de logographe (du grec ancien λογογράφος / logográphos, de λόγος / lógos « parole, discours » et γράφω / gráphô, « écrire ») désigne les rédacteurs professionnels de discours judiciaires de la Grèce antique.
À Athènes, dans l'Antiquité, la loi fait obligation au plaideur de soutenir lui-même sa cause devant le tribunal, par deux discours successifs. La notion d'avocat est inconnue. La loi ne tolère qu'un ami ou parent devant le tribunal pour l'aider. Si le plaideur se sent incapable de produire un discours convenable, il recourt aux services du logographe (on utilise aussi le terme λογοποιός / logopoiós, de ποιέω / poiéô, « fabriquer »), à qui il expose son cas. Le logographe écrit alors un discours que son client apprend par cœur et récite devant le tribunal. Selon la tradition, Antiphon (480–410 av. J.-C.) est le premier à avoir exercé cette profession.

## Logographes notoires
- Antiphon
- Démosthène
- Dinarque
- Isocrate
- Lysias
- Isée